# Graham Parker
Graham Parker (London, 1950. november 18. –) brit énekes, gitáros, dalszerző. Ismertté vált a Graham Parker & the Rumor együttes énekeseként.

## Pályakép
Graham Parker a hatvanas évek vége óta énekes volt különböző londoni klubokban. 1975-ben felvett néhány demószámot, amelyek lehetővé tették számára, hogy saját dala is rákerüljön az „A Bunch of Stiff Records” című válogatásalbumra. „Graham Parker and the Rumour” néven egyesítette néhány korabeli rockegyüttes tagjait.
1976-ban debütált a "„Howlin' Wind for Mercury” című albummal, ezután rögtön a „Heat Treatment” c, lemez következett. Ezeknek a lemezeknek a stílusa a Rhythm and blues, a rock'n'roll és a reggae keveréke. Egy kocsmai rockklubba jártak, ahol a The Rolling Stones és a Yardbirds is előfordult. Ebben az időszakban az együttes élő fellépéseiről lett ismert, melyeket a „Live at Marble Arch” című album örökített meg.
1977-ben az együttes meghívást kapott a „Top of the Pops” című televíziós műsorba. Ezzel a sikerrel megerősödve az 1977-es „Stick to Me” albummal próbálták megismertetni magukat az Egyesült Államokban, de csak Nagy-Britanniában értek el vele sikert. 1980-ban a „The Up Escalator” című album jelentős kereskedelmi sikert aratott Nagy-Britanniában.
Az 1980-as években Parker különböző stúdiózenészekkel dolgozott albumain. Számos előadóval dolgozott, köztük Kate Piersonnal, valamint Bill Janovitz-cal  egy albumon − amely John Lennon és Paul McCartney kiadatlan vagy kevéssé ismert dalainak feldolgozásait tartalmazza.
Írt egy tudományos-fantasztikus regényt 1980-ban („The Great Trouser Mystery”) és néhány novellát is a 2000-es években.
2012-ben sajátmagát alakította a „This Is 40” című filmben.

## Albumok

### Come Graham Parker & The Rumour
- Howlin' Wind (1976)
- Heat Treatment (1976)
- The Pink Parker EP (1977)
- Stick to Me (1977)
- The Parkerilla (1978)
- Squeezing Out Sparks (1979)
- The Up Escalator (1980)
- Three Chords Good (2012)
- Mystery Glue (2015)

### Come Graham Parker
- Another Grey Area (1982)
- The Real Macaw (1983)
- The Mona Lisa's Sister (1988)
- Human Soul (1989)
- Struck by Lightning (1991)
- Burning Questions (1992)
- Graham Parker's Christmas Cracker EP (1994)
- 12 Haunted Episodes 1995
- Acid Bubblegum (1996)
- Loose Monkeys (1999)
- That's When You Know (1976 demo + Live at Marble Arch (2001)
- Deepcut To Nowhere (2001)
- Your Country (2004)
- Songs of No Consequence (2005)
- Don't Tell Columbus (2007)
- Imaginary Television (2010)
- Cloud Symbols (2018)